# Phyllobiini
Phyllobiini es una tribu de insectos coleópteros curculiónidos pertenecientes a la subfamilia Entiminae.  

## Géneros
- Amphorygma – Aphrastus – Argoptochus – Brachymerinthus – Brachymiscus – Brachyxystus – Catorygma – Dichorrhinus – Drepanoderes – Epherina – Epitosus – Euphyllobiomorphus – Evopes – Evotus – Henschia – Hormotrophus – Idaspora – Metacinops – Nonnotus – Oarius – Oedecnemidius – Opitomorphus – Parascythopus – Pectonyx – Phlyda – Phyllobioides – Phyllobius – Proxyrodes – Pseudomyllocerus – Pseudosystates – Rhinoscythropus – Rhinospathe – Titinia